# Rafał Tadeusz Gajewski
Rafał Gajewski herbu Ostoja (ur. w 1714 roku – zm. w 1776 roku) – starosta gnieźnieński 1741, kasztelan rogoziński 1764. Kawaler Orderu Świętego Stanisława, chorąży wschowski.
Był młodszym synem kasztelana Franciszka i Wiktorii Choińskiej herbu Abdank. W roku 1740 otrzymał konsens królewski, na nabycie od Szczanieckiego starostwa gnieźnieńskiego. Z żony Józefy Mielżyńskiej miał córki Wiktorię i Annę, z nich Anna wyszła za mąż za Andrzeja Radolińskiego a potem po raz drugi za Fryderyka von Flothow. Wiktoria, druga córka kasztelana Rafała wyszła za mąż za Jana Kwileckiego. Z drugiej żony Katarzyny Tworzańskiej miał synów Bonawenturę i Adama. Z nich Adam, dziedzic Berzyny i Bonawentura, rotmistrz kawalerii narodowej. Rafał Gajewski miał braci Antoniego i Andrzeja. 
Poseł województwa kaliskiego na sejm 1746 roku. Jako poseł województwa poznańskiego na sejm elekcyjny 1764 roku był elektorem Stanisława Augusta Poniatowskiego  z województwa poznańskiego.